# Dolina Górnej Łeby
Dolina Górnej Łeby este o arie protejată (sit de importanță comunitară — SCI) din Polonia întinsă pe o suprafață de 2.550,07 ha, integral pe uscat.

## Localizare
Centrul sitului Dolina Górnej Łeby este situat la coordonatele 54°26′40″N 18°01′32″E / 54.4444°N 18.0255°E.

## Înființare
Situl Dolina Górnej Łeby a fost declarat sit de importanță comunitară în aprilie 2004 pentru a proteja 5 specii de animale.

## Biodiversitate
Situată în ecoregiunea continentală, aria protejată conține 10 habitate naturale: Pajiști cu Molinia pe soluri calcaroase, turboase sau argilos-nămoloase (Molinion caeruleae), Fânețe de joasă altitudine (Alopecurus pratensis, Sanguisorba officinalis), Turbării active, Izvoare petrifiante cu formare de travertin (Cratoneurion), Mlaștini alcaline, Păduri de fag Luzulo-Fagetum, Păduri de fag Asperulo-Fagetum, Păduri de stejar sau de stejar și carpen sub-atlantice și medio-europene de Carpinion betuli, Păduri acidofile de stejar bătrân cu Quercus robur pe câmpii nisipoase, Păduri aluvionare cu Alnus glutinosa și Fraxinus excelsior (Alno-Padion, Alnion incanae, Salicion albae).
La baza desemnării sitului se află mai multe specii protejate:
- mamifere (2): castor (Castor fiber), vidră de râu (Lutra lutra)
- nevertebrate (1): Ophiogomphus cecilia
- pești (2): zglăvoacă (Cottus gobio), cicar (Lampetra planeri)